# 산타루차디세리노
산타루차디세리노(이탈리아어: Santa Lucia di Serino)는 이탈리아 캄파니아주 아벨리노도의 코무네다.